# Embalse de Campofrío
El embalse de Campofrío es un embalse español ubicado en el término municipal de Campofrío, en la provincia de Huelva, situado a poca distancia del núcleo de población campurriano. Las instalaciones fueron levantadas originalmente en el siglo XIX por la Rio Tinto Company Limited. El embalse tiene una superficie de 43 hectáreas y es empleado para el abastecimiento de agua a la zona, siendo de uso industrial en su mayor parte.

## Historia
El embalse fue construido por la Rio Tinto Company Limited (RTC), empresa británica con gran presencia en la cuenca minera de Riotinto-Nerva. Las obras se iniciaron en 1881 y durarían varios años, completándose para 1883. El embalse de Campofrío, que tenía una capacidad de 2,5 millones de metros cúbicos, resolvió provisionalmente los problemas de escasez de agua en la zona y permitió dotar de agua potable a los municipios de la cuenca minera. Entre 1955 y 1957 se acometieron diversos trabajos de ampliación en el embalse de Campofrío por las mayores necesidades de agua que requerían las labores mineras en Riotinto.